# Йованович, Борислав
Борислав Йованович (черног. Борислав Јовановић/Borislav Jovanović; род. 16 октября 1941, Даниловград, Черногория) — черногорский писатель, поэт, публицист, литературный критик.
Является переводчиком литературы с черногорского. Автор нескольких сборников стихов для детей.

## Образование
Окончил Филологический факультет Белградского университета. Член общества Черногорские независимые писатели.

## Премии
Йованович был удостоен премии «Черногорское признание» в области поэзии за сборник стихов «Kенотаф» (2006).

## Произведения
- Старик и звезды (1979)
- Дороги (1983)
- Ампутации (2001)
- Вселенная Книги: Впечатления от черногорской литературы и историографии (2002)
- Черногорская литературно урбанистики (2005)
- Библион: черногорская поэзия (2006)
- Kенотаф (2006)
- Спорные человек (2009)
- Узник Танатос (2010)